# 佐伊·考德威尔
佐伊·考德威尔（英語：Zoe Caldwell，1933年9月14日—2020年2月16日），女，澳大利亚演员。曾获得托尼奖最佳话剧女主角。